# Dirigenten in Barcelona und Katalonien
Die Instrumentalisten Alicia de Larrocha und Pau Casals, die Sänger Montserrat Caballé und Josep Carreras oder die Fachleute für Alte Musik Montserrat Figueras und Jordi Savall galten und gelten international als herausragende Vertreter katalanischer Musiker der letzten beiden Jahrhunderte. Sie sind aber bei weitem nicht die einzigen bedeutenden Vertreter der Klassischen oder auch der Alten Musik aus dieser Kulturregion. Die bemerkenswerte Vitalität der katalanischen Musikkultur, die sich unter anderem auch in der Katalanischen Pianistenschule manifestierte, zeigte und zeigt sich insbesondere auch in denjenigen Persönlichkeiten, die große musikalische Ensembles wie Orchester oder Chöre, vor allem in Barcelona leiteten und leiten.

## Das 19. Jahrhundert
Die Persönlichkeit des Orchesterdirigenten tritt in Barcelona und in Katalonien im 19. Jahrhundert erstmals mit Ramon Carnicer (1789–1855), dem Dirigenten des Teatre La Santa Creu, und mit Marià Obiols (1809–1888) in Erscheinung. Obiols war der erste musikalische Leiter des Gran Teatre del Liceu. Er war bei Saverio Mercadante in Mailand ausgebildet. Der Nachfolger Joan Goula (1843–1917) war der erste katalanische Dirigent, der mit seiner Dirigierkunst internationale Reputation in Frankreich, Deutschland und Russland suchte und erwarb. Er erwarb sich vor allem am Kaiserlichen Theater in Moskau große Verdienste.

## Pau Casals, die Lamote de Grignons und andere
Zu Beginn des 20. Jahrhunderts wurde der Barceloneser Konzertkalender voller. Hierfür zeichnete vor allem Antoni Nicolau (1858–1933) verantwortlich, der als erster alle neun Sinfonien Beethovens sowie Werke zeitgenössischer Komponisten wie César Franck und Richard Strauss in Barcelona zur Aufführung brachte.
Auf Nicolau folgte Joan Lamote de Grignon (1872–1949), der zunächst das Orquestra Simfònica de Barcelona (1910–1925) gründete und ab 1914 als Nachfolger von Celestí Sadurní auch die Banda Municipal de Barcelona musikalisch leitete. Lamote de Grignon erweiterte das Repertoire der Banda Municipal erheblich. Sein Sohn Ricard trat als Dirigent in die Fußstapfen des Vaters und setzte dessen Arbeit unter anderem beim Orquestra Simfònica de Girona  fort. Beide Lamote de Grignons verloren 1939 als republikanisch gesinnte Musiker bürgerkriegsbedingt wegen „Kollaboration mit dem Feind“ ihre Positionen in Barcelona und gingen nach Valencia. Dort gründeten sie das Orquestra de València, das Joan de Lamote musikalisch leitete. Ricard de Lamote wirkte als stellvertretender musikalischer Leiter. Die Dirigenten Jaume Pahissa i Jo (1880–1969), der 1937 ebenfalls bürgerkriegsbedingt nach Argentinien emigrierte, und Joan Pich i Santasusana (1911–1999) wirkten zeitgleich zu Ricard de Lamote in Barcelona.
Pau Casals i Defilló (1876–1973), als Cellist weltbekannt, fühlte sich selbst primär als Orchesterleiter des von ihm und seinem Bruder Enric 1920 in Barcelona  gegründeten Sinfonieorchester Pau Casals. Dieses Orchester erwarb sich im Laufe seines Bestehens international allerhöchste Reputation. Casals war musikalisch effektiv, fordernd und fördernd sowie offen für die jeweils musikalisch notwendigen Innovationen der Zeit. Er führte die Werke katalanischer und ausländischer Komponisten öffentlich auf. Darüber hinaus gründete Pau Casals 1926 die Associació Obrera de Concerts (Arbeiterkonzertvereinigung), die bildungsfernere Schichten an das Orchesterleben in Barcelona heranführte. Das Pau Casals Orchester wie auch sein soziales Projekt der Arbeiterkonzertvereinigung mussten bereits 1936 ebenfalls bürgerkriegsbedingt eingestellt werden.
1943, nach dem Bürgerkrieg, wurde Eduard Toldrà (1895–1962), der schon als Konzertmeister und zweiter Dirigent des Pau Casals Orchester gewirkt hatte, mit der Gründung eines neuen Orchesters in Barcelona beauftragt. Er wurde dann musikalischer Leiter des neu gegründeten Orquestra Municipal de Barcelona, des Vorgängerorchesters des heutigen Orquestra Simfònica de Barcelona i Nacional de Catalunya (OBC), das bis heute weit über 800 Konzerte gegeben hat. 1957 reintegrierte Toldrà den Orchesterleiter und Komponisten Ricard Lamote de Grignon als stellvertretenden Dirigenten des Orquestra Municipal de Barcelona ins Barceloneser Musikleben.

## Der Generationenwechsel mit Ros i Marbà
Mit Antoni Ros i Marbà (* 1937), der das Orquestra Municipal de Barcelona von 1967 bis 1978 und von 1981 bis 1986 leitete, erfolgte  ein Generationenwechsel. Der Toldrà-, Celibidache- und Martinon-Schüler Ros i Marbà, der noch andere bedeutende Orchester Spaniens dirigierte, leitete eine glänzende Periode der katalanischen Orchestermusik ein. Es folgten die Dirigenten Salvador Mas (* 1951) und Edmon Colomer (* 1951), die ihre Dirigentenkarriere als Chorleiter begannen. Mas studierte in Wien und dirigierte Chöre in Maastricht und in Düsseldorf und schließlich das Orquestra Simfònica de Barcelona i Nacional de Catalunya von 1978 bis 1981. Colomer leitete zunächst das Jove Orquestra Nacional d'Espanya (Spanisches Jugendorchester), das Orquestra de Cadaqués und das Orquestra Simfònica del Vallès sowie das Orquestra Simfònica de Balears Ciutat de Palma.

## Die aktuelle Generation
Josep Pons (* 1957), aktuell musikalischer Direktor des Gran Teatre del Liceu, brachte zunächst Innovationen bei der Aufführung von Musik des 20. Jahrhunderts im Orquestra de Cambra Teatre Lliure (Kammerorchester Teatre Lliure) auf die Bühne. Ernest Martínez i Izquierdo (* 1962) interessierte ebenfalls die Aufführung von zeitgenössischer Musik. Er dirigierte auch das OBC. Salvador Brotons (* 1959) hatte Dirigat in Barcelona und in den USA studiert und leitet seit 2008 die Banda Municipal de Barcelona.
Zu den herausragenden jungen Dirigenten gehören Manel Valdivieso (* 1967), der seit 2001 das Jove Orquestra Nacional de Catalunya (JONC, Jugendorchester von Katalonien) leitet und als Professor für Dirigat am Conservatori del Liceu wirkt, David Giménez Carreras (* 1964), der Neffe des Tenors Josep Carreras, und Josep Caballé i Domenech (* 1973).

## Liste von katalanischen Dirigenten
- Ramon Carnicer (1789–1855)
- Marià Obiols i Tramullas (1809–1888)
- Joan Goula i Soley (1843–1917)
- Antoni Nicolau i Parera (1858–1933)
- Joan Lamote de Grignon (1872–1949)
- Pau Casals i Defilló (1876–1973)
- Jaume Pahissa i Jo (1880–1969)
- Eduard Toldrà (1895–1962)
- Ricard Lamote de Grignon i Ribas (1899–1962)
- Joan Pich i Santasusana (1911–1999)
- Antoni Ros i Marbà (* 1937)
- Salvador Mas i Conde (* 1951)
- Edmon Colomer i Soler (* 1951)
- Josep Pons i Viladomat (* 1957)
- Salvador Brotons i Soler (* 1959)
- Ernest Martínez i Izquierdo (* 1962)
- Manel Valdivieso (* 1967)
- David Giménez Carreras (* 1964)
- Josep Caballé i Domenech (* 1973)